# British Expeditionary Force
Il Corpo di Spedizione Britannico (inglese: British Expeditionary Force o BEF) era il contingente dell'esercito britannico inviato in Francia e in Belgio all'inizio della prima guerra mondiale in aiuto dell'esercito francese. Le truppe britanniche, progressivamente rafforzate durante la guerra, rimasero in combattimento fino alla vittoria nel novembre 1918.
Un secondo corpo di spedizione, denominato ancora BEF, venne trasferito in Francia anche nel 1939, all'inizio della seconda guerra mondiale, ma venne costretto a reimbarcarsi e ritornare in patria dopo la sconfitta alleata nella campagna di Francia del 1940.

## Prima guerra mondiale
Venne istituito ufficialmente dal segretario di Stato per la guerra Richard Haldane durante le guerre boere, come forza di pronto intervento in caso di una eventuale partecipazione britannica ad un conflitto oltremare.
Prima dello scoppio del conflitto, gli ambienti militari britannici si confrontarono aspramente circa la miglior strategia da adottare nel caso di un conflitto con la Germania. Anche se diversi piani vennero elaborati fin dal 1905, alcuni ambienti continuarono a sostenere l'opzione di uno scontro rigorosamente navale contro le forze tedesche, mentre i combattimenti terrestri dovevano essere ad esclusivo appannaggio delle truppe francesi. Tuttavia, alla fine, venne deciso che, in caso di guerra, il BEF sarebbe stato dislocato in Francia e in Belgio.
Allo scoppio della prima guerra mondiale il BEF, composto inizialmente soltanto da quattro divisioni di fanteria, aumentate poi a sette divisioni di fanteria e tre di cavalleria, venne trasferito in Belgio agli ordini del generale sir John French. Prese parte alla prima battaglia di Mons, dove subì pesanti perdite, e contribuì successivamente a bloccare l'avanzata tedesca nella prima battaglia della Marna.
Il termine "Corpo di spedizione britannico" fa comunque riferimento soltanto alle forze britanniche presenti in Francia prima della prima battaglia di Ypres, del 22 novembre 1914. Al termine della battaglia le forze inglesi vennero riorganizzate e il BEF cessò ufficialmente di esistere quando i suoi uomini vennero ripartiti tra le due nuove armate britanniche che si erano appena formate (e che salirono a cinque prima della fine della guerra). Tuttavia tale denominazione entrò nel linguaggio comune per indicare le forze britanniche presenti in Francia e nelle Fiandre durante tutto il corso della prima guerra mondiale.

### Comandanti all'inizio della prima guerra mondiale

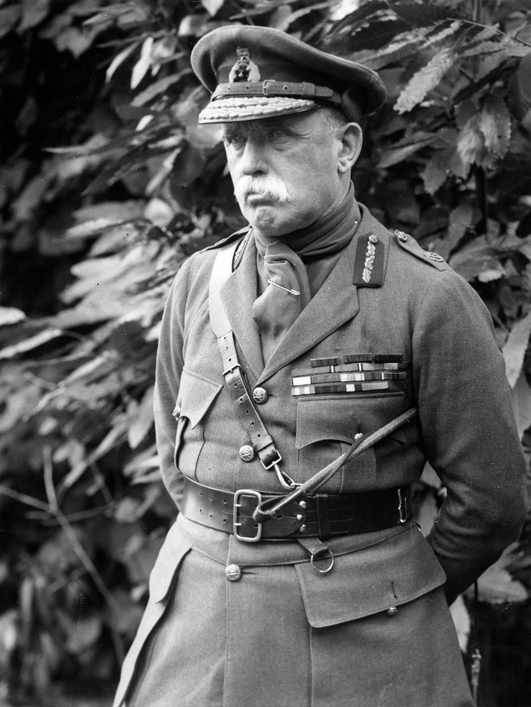
Il generale John French, comandante in capo del BEF
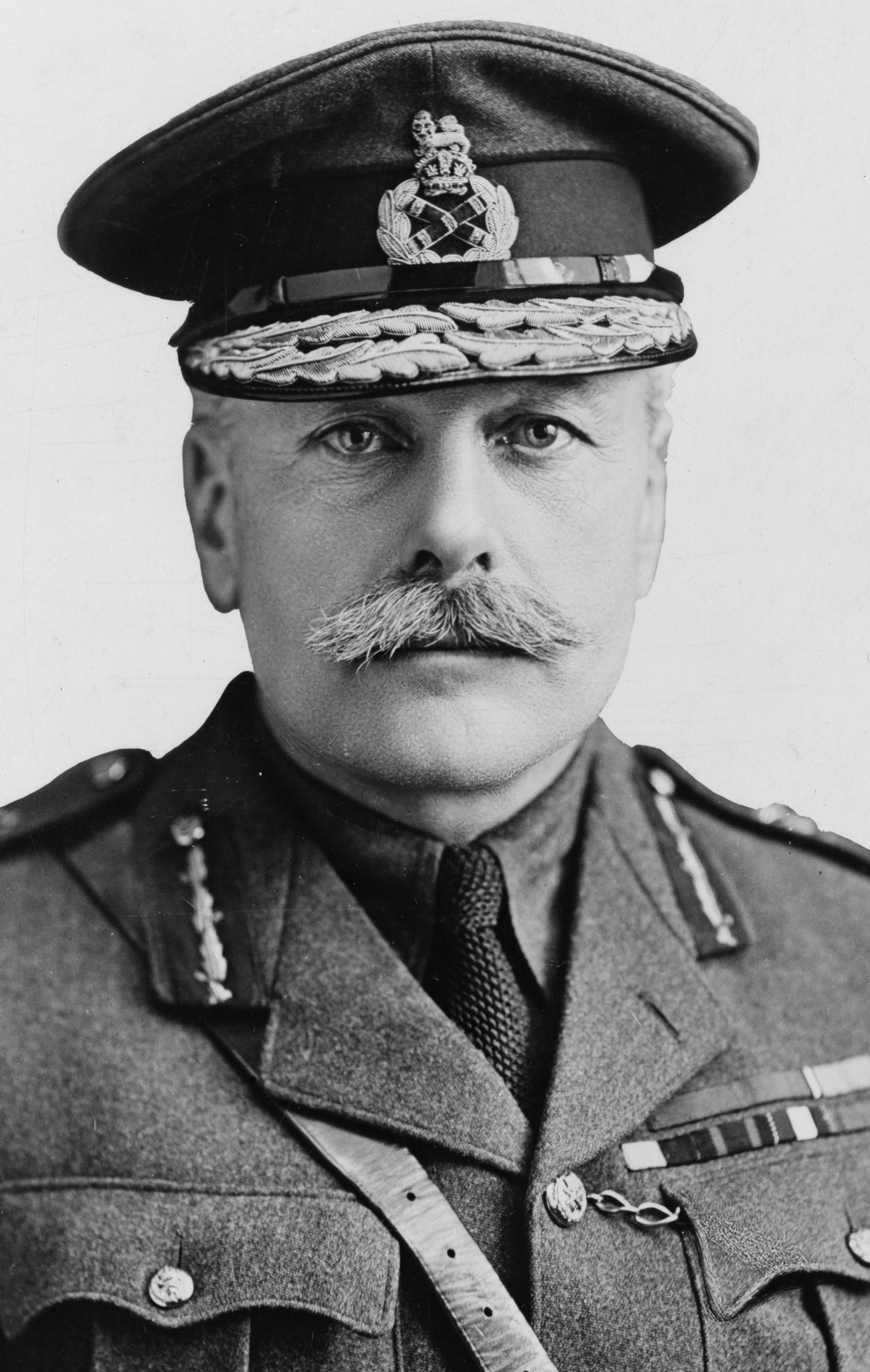
Il generale Douglas Haig, comandante del I corpo d'armata
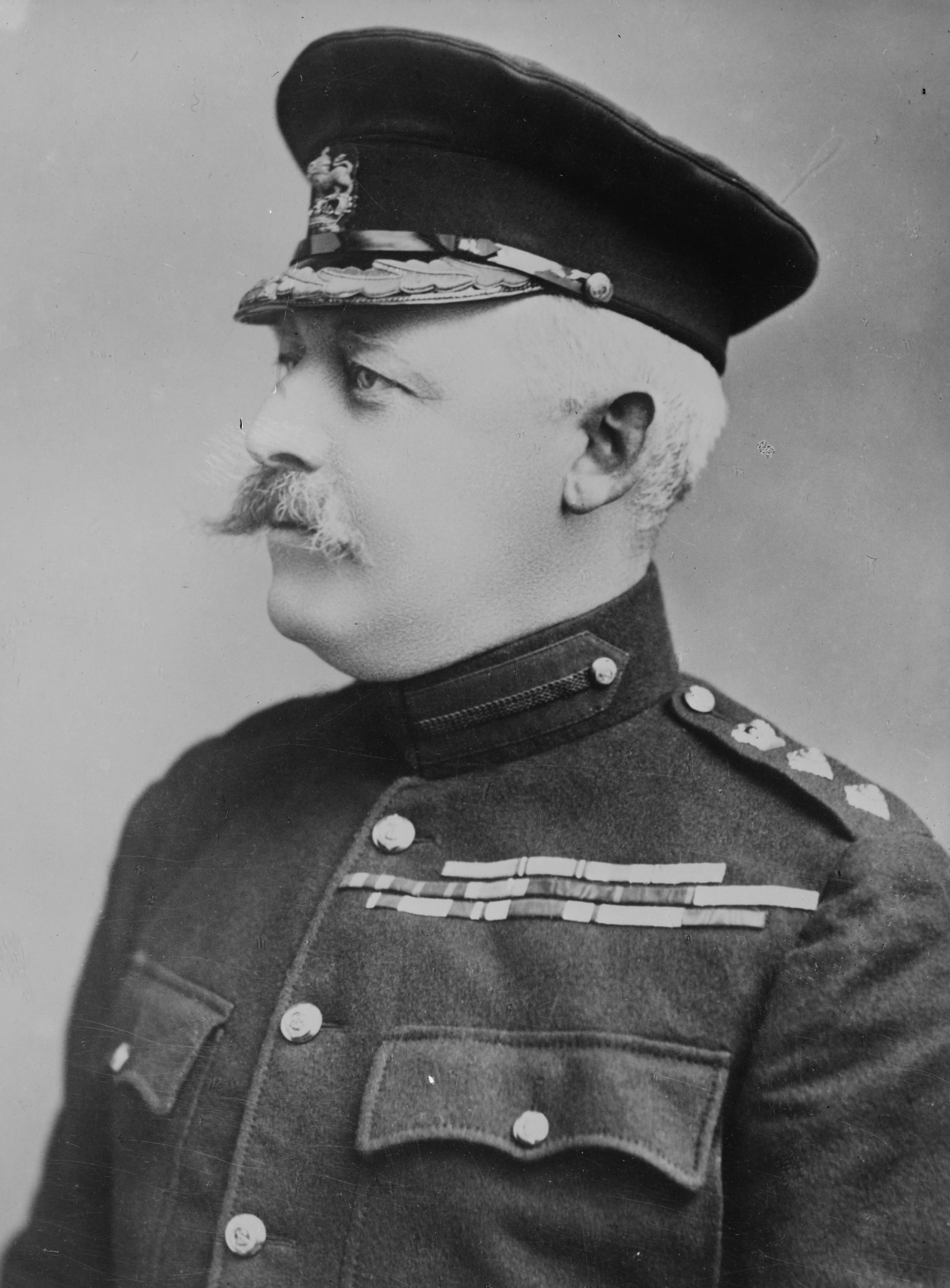
Il generale James Grierson, comandante del II corpo d'armata fino alla morte improvvisa il 17 agosto 1914
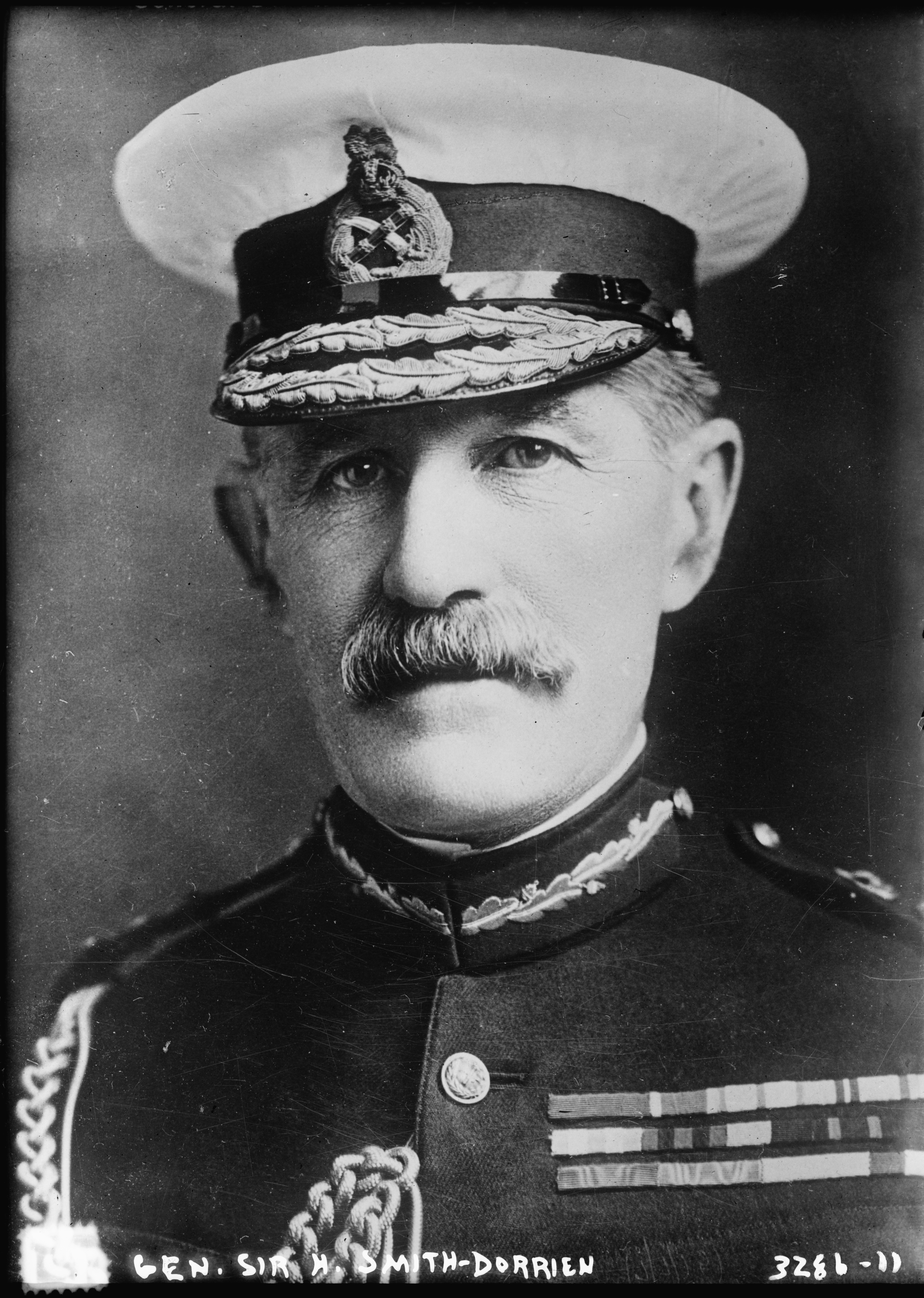
Il generale Horace Smith-Dorrien, comandante del II corpo d'armata dopo la morte del generale Grierson
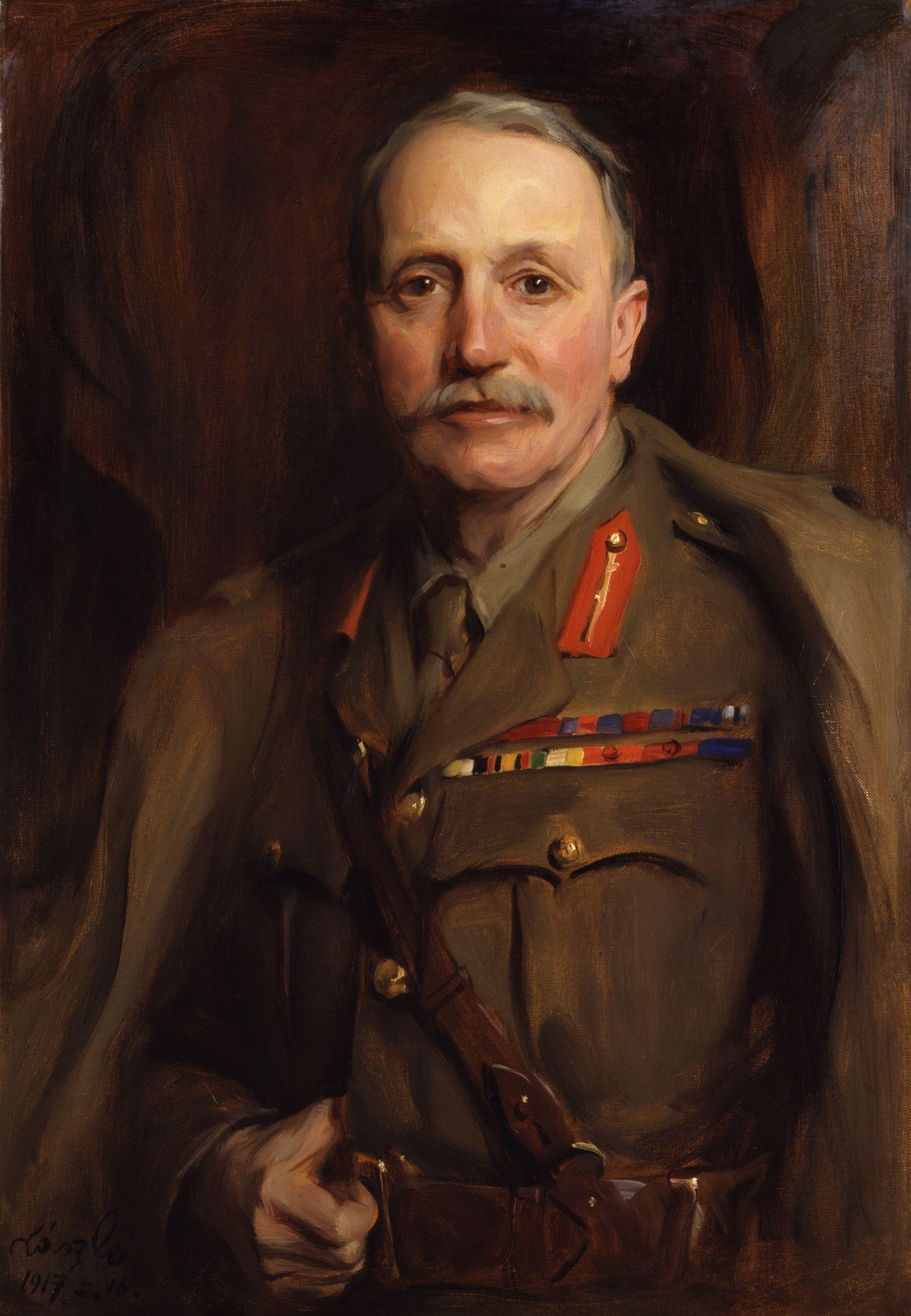
Il generale William Pulteney, comandante del III corpo d'armata

## Seconda guerra mondiale
Il 2 settembre 1939, il giorno successivo all'invasione della Polonia da parte della Germania nazista, che diede avvio alla seconda guerra mondiale, la Gran Bretagna inviò in Francia una piccola avanguardia per via aerea e, poco tempo dopo, il corpo di spedizione britannico cominciò ad attraversare il canale della Manica. Si rendeva necessario, infatti, potenziare le difese dei territori franco-belgi in vista dell'ormai inevitabile scontro armato con il vicino nazista.
Il 27 settembre 152.031 soldati, 21.424 veicoli, tutti gli armamenti e gli approvvigionamenti necessari erano sbarcati sul continente. Venne istituito un comando generale ad Arras ed iniziava il dispiegamento delle truppe lungo la frontiera franco-belga, ad est di Lilla. Il corpo di spedizione venne posto sotto il comando del comandante in capo francese del settore nord-orientale, generale Alphonse Georges, ma il comandante inglese, generale John Gort, si riservava il diritto di appellarsi al governo britannico qualora avesse ritenuto che un ordine impartitogli avrebbe potuto mettere in pericolo il Corpo di Spedizione.
Quando il 10 maggio del 1940 iniziò l'invasione tedesca, i britannici poterono opporre una forza di 394.165 uomini, che, benché consistente, non fu in grado di contenere la rapida avanzata della Wehrmacht e, dopo due settimane, l'intero contingente venne respinto verso la costa della Manica.
Ebbe quindi inizio l'operazione Dynamo, ossia l'evacuazione di Dunkerque. Furono soprattutto gli sforzi francesi, nel corso della battaglia di Dunkerque, oltre all'ordine di Hitler di arrestare i panzer tedeschi appena fuori dell'abitato, a permettere l'evacuazione di 224.320 soldati inglesi (compresi 15.850 feriti) e di 141.842 francesi ed alleati. Nel corso degli scontri 3.475 soldati britannici persero la vita.

### Comandanti durante la campagna di Francia

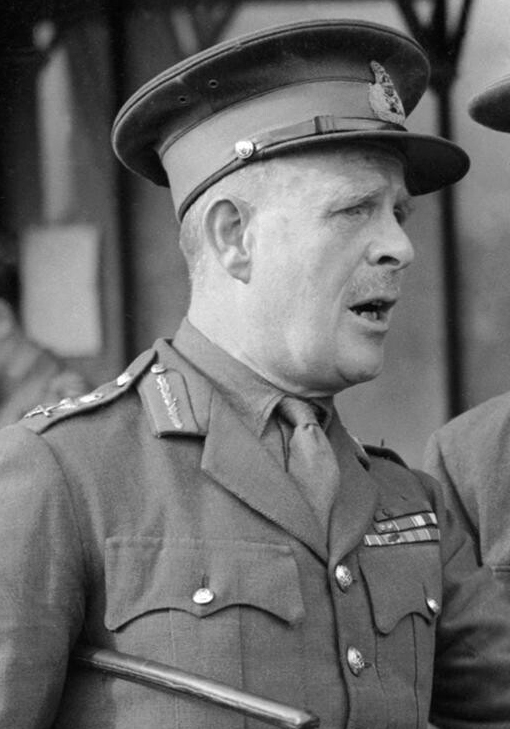
Il generale John Gort, comandante in capo del BEF
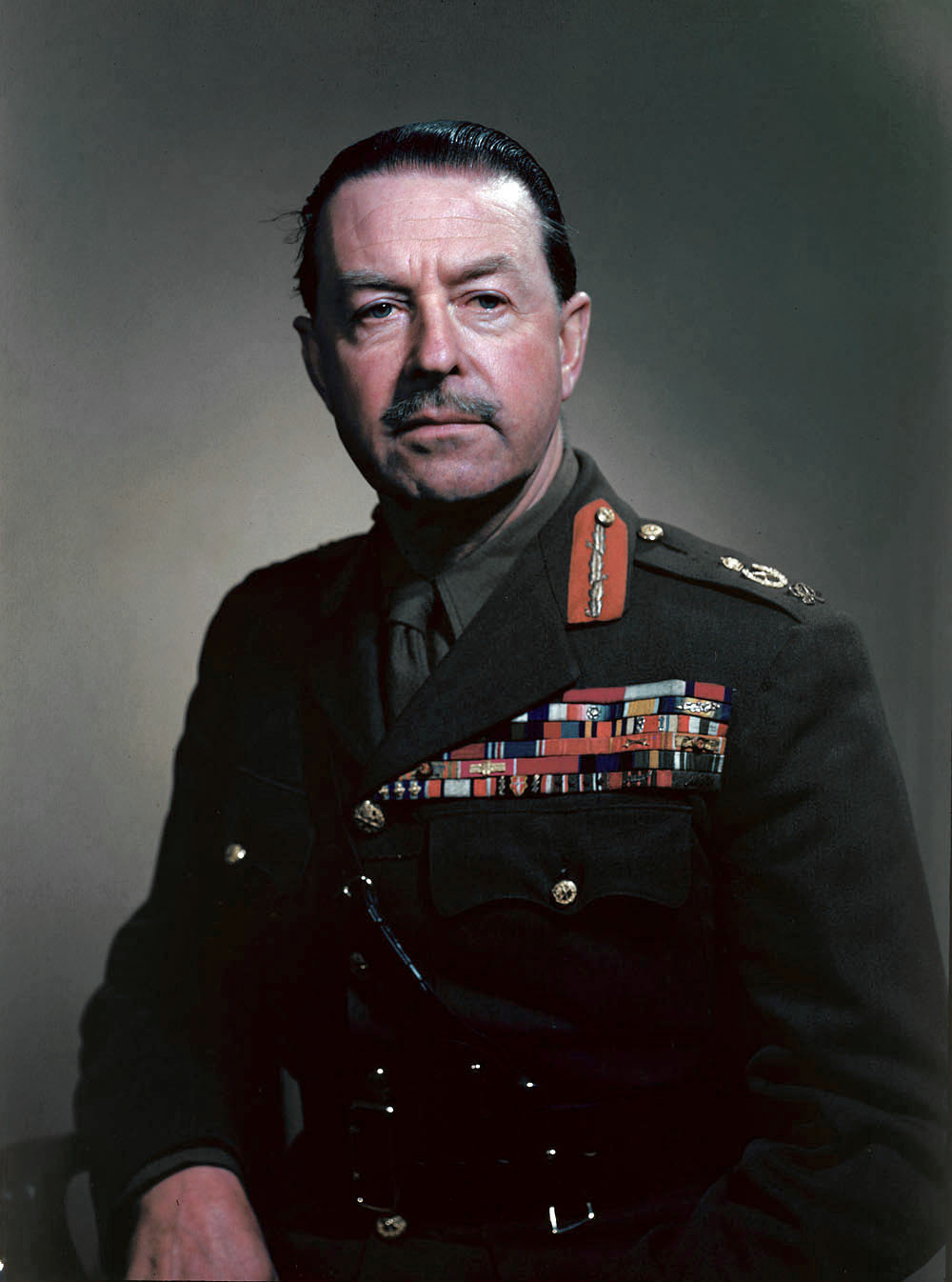
Il generale Harold Alexander, comandante del I corpo d'armata
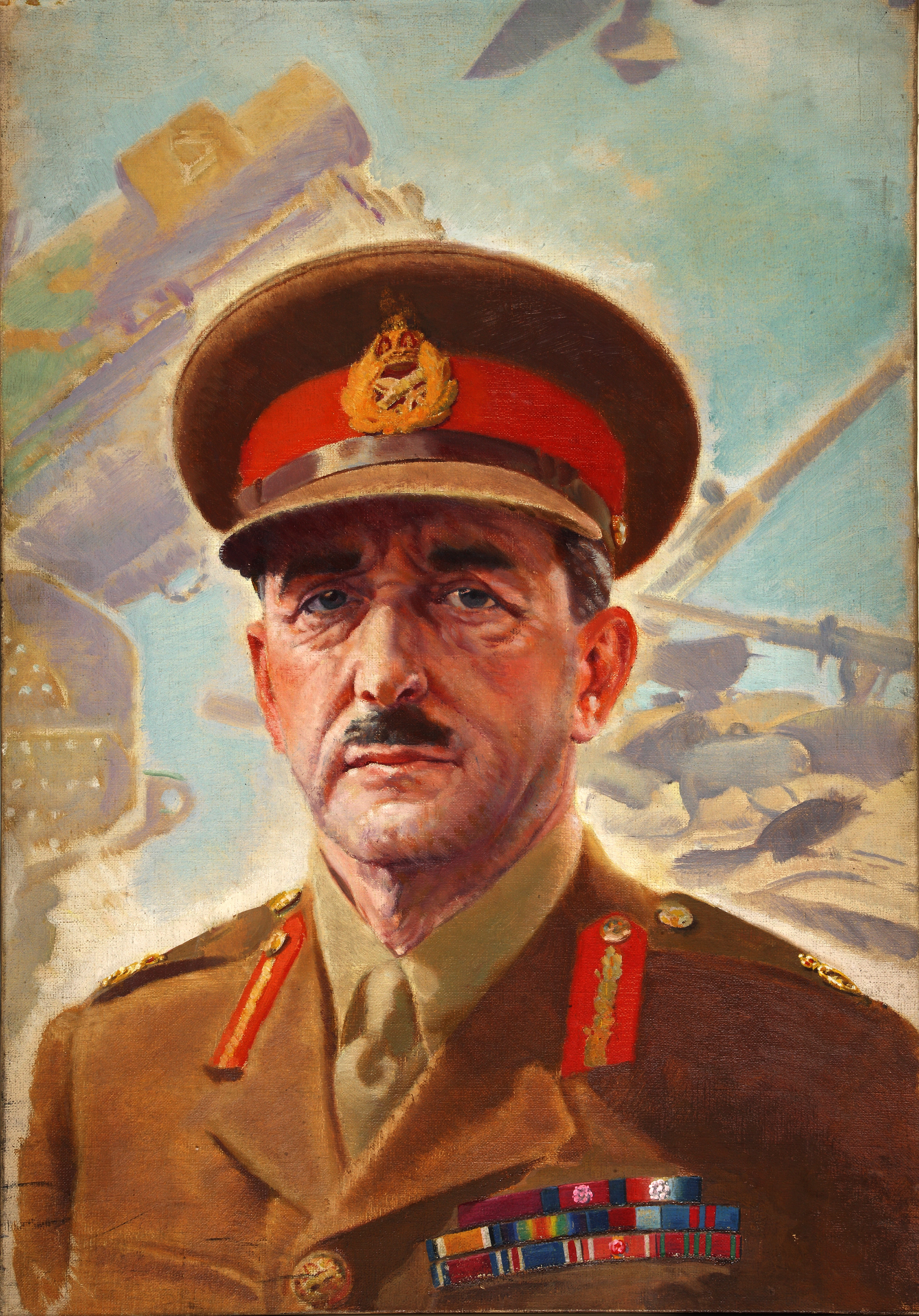
Il generale Alan Brooke, comandante del II corpo d'armata